# 양산 통도사 건륭40년명 현왕탱
양산 통도사 건륭40년명 현왕탱(梁山 通度寺 乾隆四十年銘 現王幀)은 대한민국 경상남도 양산시 통도사에 있는 조선시대의 현왕도이다. 
2002년 8월 14일 경상남도의 유형문화재 제377호 통도사 건륭40년 현왕탱으로 지정되었다가, 2018년 12월 20일 현재의 명칭으로 변경되었다.

## 개요
통도사에 보존되어 있는 그림으로, 현왕탱이라 함은 사람이 죽어서 3일 만에 만나서 심판을 받게 된다는 지옥의 왕과 그의 권속들을 그림으로 표현한 것을 말한다.
비단 바탕에 채색으로 그려진 이 현왕탱은, 5폭 병풍을 배경으로 의자에 앉은 현왕을 중심으로 좌우측에 동자를 비롯한 권속들이 각각 6명씩 배치되어 있다. 
화면의 아래쪽 부분에 있는 기록에 의하면 이 현왕탱은 건륭 40년, 즉 조선 영조 51년(1775)에 조성되어 통도사 대법당에 안치된 것임을 알 수 있다. 
통도사 건륭40년명 현왕탱은 조선시대 불교회화사 연구에 중요한 학술적 자료이다.

## 참고 문헌
- 양산 통도사 건륭40년명 현왕탱 - 국가유산청 국가유산포털